# Batalla de Manila (1574)
La batalla de Manila en el año 1574 enfrentó a las fuerzas invasoras del pirata Limahon, compuestas por chinos y japoneses, contra las fuerzas Imperiales del imperio español y sus aliados indígenas. Inicialmente, la superioridad numérica y el factor sorpresa de los atacantes causaron enormes bajas entre los defensores, incluyendo el notorio conquistador Martín de Goiti, pero refuerzos comandados por Juan de Salcedo y Guido de Lavezaris repelieron a los piratas, poniéndolos en fuga. Limahon huyó y se hizo fuerte en Pangasinan, de donde fue expulsado también.

## Contexto
La primera expedición española llegó a la región en 1565, pero la ciudad en sí no sería fundada hasta 1571. Una vez establecida, Manila se convirtió en un gran centro de comercio con multitud de regiones del sudeste de Asia, así como China y Japón, que comerciaban con porcelana, sedas y maderas. La fama de la riqueza de Manila se propagó rápidamente por toda la región, despertando el interés de piratas y merodeadores.
Fue en 1574 que el señor de la guerra cantonés Limahon puso rumbo a Manila, ya que acababa de ser repelido de las costas chinas por la flota imperial de Guangdong y ambicionaba trasladar su base de operaciones al archipiélago de Filipinas, donde podría obtener beneficios mayores por menos peligro. Al capturar un mercante chino con tripulantes españoles que provenía de Manila, había averiguado que la ciudad no contaba más que con una guarnición de unos doscientos españoles, por lo que juzgó que sería fácil tomarla en un ataque decisivo.
En noviembre, guiado por los prisioneros, Limahón arribó a Manila a la cabeza de una flota de una sesentena de juncos, con intenciones de expulsar a los españoles y hacer suya la ciudad. Su contingente estaba compuesto por alrededor de 2000 soldados, 2000 marineros y 1500 colonos, los cuales incluían a familiares de los combatientes, mujeres capturadas en China y Japón, granjeros, médicos, carpinteros y artesanos con todo lo necesario para establecer un asentamiento. Sólo dejó una pequeña partida en la isla de Batán, donde se había refugiado de la armada china, esperando su victoria para incorporarse.
Limahon contaba con un lugarteniente japonés, Sioco (con probabilidad una transliteración de "Syoko" o "Shoko"), y según fuentes niponas, actuaba en connivencia con facciones de wakō, con lo que probablemente una parte nutrida de sus fuerzas se componía también de piratas nipones. Las fuentes describen además las armas blancas de los invasores con el nombre de catán, del japonés katana, esgrimidas junto a picas y armas chinas. Asimismo se menciona al menos un intérprete de origen portugués entre sus efectivos.

## Fuerzas en conflicto
Según la unanimidad de las fuentes, los dos bandos estaban a la altura en cuanto a armas y pertrechos. El principal factor diferencial pareció ser la superior experiencia y entrenamiento de los combatientes españoles, así como la ayuda oportuna de refuerzos, las posiciones bien defendidas y otras consideraciones tácticas. Se emplearon por ambos lados arcabuces y piezas de artillería pequeñas, así como espadas y dagas, en lo cual los asiáticos destacaban por el uso de unas picas de punta muy larga (las cuales "bastaban ellas solas para desmallar la cota más tupida") y varias clases de sables, catanes y alfanjes chinos. Como protecciones predominaron las armaduras de metal, las cotas de malla y los coseletes de tela como los escaupiles, estos últimos sobre todo por parte de los de Limahon. Los piratas usaron además gran cantidad de granadas de pólvora y artefactos incendiarios.

## Batalla
La flota de Limahon había sido avistada en su descenso por puestos españoles en el norte, dirigidos por Francisco de Saavedra y Juan de Salcedo. Tres mensajeros se hicieron a la mar, pero fueron alcanzados por la flota china debido a una calma chicha y debieron abandonar sus embarcaciones, con lo que no fue posible enviar el mensaje a tiempo.

### Primer ataque
La noche del 30, Limahon ordenó a Sioco asaltar por sorpresa la ciudad con 400-600 hombres. Sin embargo, el plan se vio frustrado al comenzar, ya que Limahón había ordenado ejecutar a los prisioneros y, al no contar más con su experiencia, Sioco y sus hombres se vieron atrapados en las corrientes de la zona, con lo que tres de sus botes zozobraron y el resto se desvió por error hasta Parañaque. Sioco decidió entonces seguir a pie hasta Manila y arrastrar los botes con sirgas.

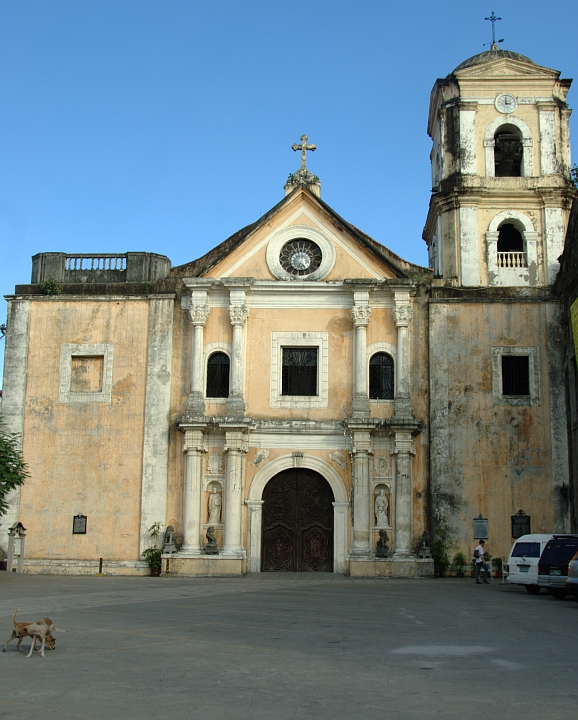
Moderna iglesia de San Agustín, construida en el emplazamiento de la original.

Los piratas fueron avistados después de algún choque con los lugareños, que creyeron que se trataba de bandidos musulmanes de Borneo y así se lo comunicaron al gobernador Martín de Goiti, el cual vivía en las inmediaciones de la iglesia de San Agustín. Hallándose enfermo, Goiti no les dio credibilidad y no alertó más que a diez guardias para averiguar lo que ocurría, siendo éstos derrotados con rapidez. Los piratas sitiaron la casa, ya defendida por pocos hombres, desde cuya ventana la esposa de Goiti, Lucía del Corral, les increpó a voces. Enfurecido por la burla, y al no lograr que sus hombres derribaran las puertas, el japonés ordenó prender fuego al inmueble. A pesar de su enfermedad, Goiti bajó armado y dio batalla hasta ser abatido, con alguna versión afirmando que llegó a saltar por la ventana en su ímpetu por enfrentarse a sus enemigos. Otras añaden que los asiáticos se quedaron con su nariz y orejas como trofeos. En todo caso, sólo sobrevivieron Del Corral y el soldado Francisco de Astigarribia, gravemente heridos.
Muerto Goiti, Sioco reemprendió la marcha hacia la ciudad, pero la voz ya se había corrido, y Lavezaris, que vivía en la otra punta de Manila, pudo organizar la defensa con todos los hombres que encontró en la fortaleza. Debido a ello, Sioco se topó con una compañía de veinte arcabuceros encabezada por el capitán Lorenzo Chacón, la cual le acosó hasta obligarla a detenerse. El japonés cambió de táctica y, aprovechando su enorme superioridad numérica, les burló ejecutando un movimiento de pinza con sus propios piqueros y arcabuceros, por lo que los españoles de Chacón, rodeados y superados en el cuerpo a cuerpo, debieron tocar a retirada con ocho bajas tras de sí. Interrumpieron la persecución otros 80 españoles, al mando de Alonso Velázquez y los alféreces Amador de Arriarán y Gaspar Ramírez, atacando a la columna de Sioco por el flanco y obligándoles a retroceder. Los asiáticos, probablemente temiendo la llegada de más refuerzos locales, huyeron al puerto de Cavite, donde habían acordado reunirse con Limahon.
Embarcados de nuevo en la flota, Sioco y Limahon planearon un segundo ataque en conjunto dos días después, cuando los efectivos que le quedaban al japonés se hubieran repuesto y reforzado con más marinería. Entre tanto, Lavezaris convocó a Manila a todos los combatientes de la región y ordenó construir fortificaciones, previendo un nuevo asalto a no mucho tardar. La situación en la ciudad era confusa, ya que aún se proponía que los asaltantes estaban a sueldo del rajá de Borneo, por lo que Lavezaris hizo prender a dos caudillos musulmanes locales, Numanatay y Rajabago, por la sospecha de que pudieran estar implicados. Se desconoce la veracidad de esto, aunque los reos aparecieron luego anónimamente degollados. Poco después, Salcedo llegó a Manila con sus propios refuerzos y Lavezaris le otorgó el puesto de Maestre de Campo vacado por Goiti, adjudicando a Ramírez el que Salcedo dejaba. Las fuerzas españolas en este momento se componían, según algunas cuentas, de 150-200 soldados ibéricos y 200 guerreros filipinos.

### Segundo ataque
La madrugada del 2 de diciembre, la flota de Limahon fue avistada llegando a Manila. Los primeros intercambios de artillería dieron paso al amanecer, cuando la flota fondeó y desembarcó 1500 combatientes capitaneados de nuevo por Sioco, enviándose de vuelta los botes para así motivarles a combatir sin retirada posible. Tras incendiar las construcciones costeras a su paso y destruir la iglesia de San Agustín, la fuerza invasora se dividió en tres para atacar la fortaleza por otras tantas direcciones, esperando atraer fuera a los españoles para flanquearlos. Sin embargo, Lavezaris dio orden a los españoles de que no salieran, ni siquiera cuando la flota china reposicionó para asistir a Sioco, sino que se limitaran a repeler los ataques y causarles daño desde sus posiciones seguras. Al fin, viéndose frustrado, el japonés optó por iniciar el asalto él mismo. El combate se volvió encarnizado en las fortificaciones, donde colaboraba el mismo alcalde de Manila, Francisco de León.

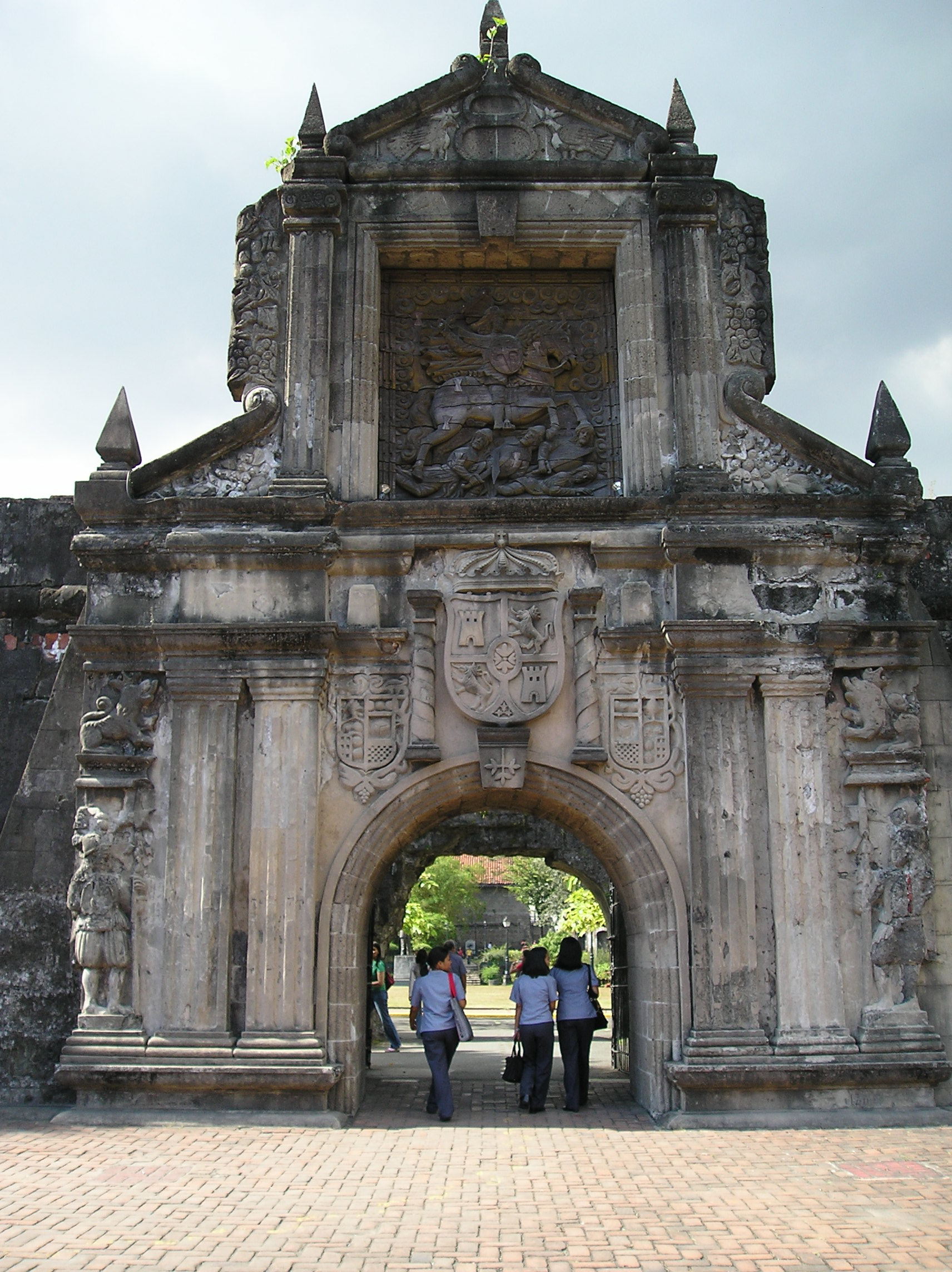
Entrada al Fuerte de Santiago en Manila.

Uno de los comandantes españoles, el alférez Sancho Ortiz, fue abatido de un arcabuzazo en la refriega al verse rodeado, con lo que su baluarte fue tomado y los asiáticos obtuvieron acceso a la ciudad. Su ataque fue repelido sólo gracias al socorro de un pelotón dirigido por Salcedo y León, coincidiendo con el momento en que los cañones españoles comenzaban a prevalecer sobre la armada de Limahon, que zarpó para escapar de su alcance. León cayó entonces en combate, pero poco después lo haría también Sioco a manos de un tirador, así como otros comandantes asiáticos que iban en cabeza, por lo que la batalla se inclinó a favor de los locales. Se destacó en el enfrentamiento la milicia nativa de Manila, comandada por un líder llamado Galo, que ayudó a repeler a los invasores.
Sin embargo, mientras la batalla se daba, ocurrieron disturbios inesperados detrás de las filas aliadas. Asumiendo que los españoles serían derrotados, otros grupos de indígenas aprovecharon para salir y saquear las casas abandonadas, en tanto que un contingente de esclavos eligió el momento para salir de la ciudad en masa. Los tránsfugas robaron las embarcaciones traídas por Salcedo y trataron de escapar por el río Pásig, pero lo hicieron con tanta precipitación que muchos cayeron al agua y se ahogaron; algunos fueron atacados además por otros nativos, que aprovechaban a su vez la ocasión para vengarse de servidumbres e inquinas previas. También se alzaron los habitantes de las cercanas Tondó y Mindoro, donde los nativos saquearon las iglesias y tomaron rehenes entre los religiosos para ofrecerlos a Limahon en caso de su victoria.
Comprobando que las fuerzas piratas flaqueaban sin sus líderes, Salcedo organizó una salida y consiguió empujarles con autoridad hasta la playa, pero debieron regresar cuando Limahon llegó con varios buques a proveer de refuerzos a los suyos. Sin embargo, aunque los piratas desembarcaron a otros 400 soldados y llamaron a una de las tres columnas de Sioco, que se había mantenido en las marismas apartada del combate, ya no disponían de la iniciativa para volver a la carga y decidieron por ello mantenerse en la costa. Limahon ordenó a sus efectivos que se concentraran en saquear lo que pudieran, incendiando dos navíos embarrancados para atraer la atención de los defensores hacia otro ángulo, pero Salcedo no se dejó engañar y cayó sobre ellos en plena galima. El pirata chino ordenó finalmente la retirada de vuelta a la flota, que se saldó con otra violenta persecución por parte de Salcedo. 70 cadáveres españoles quedaron en la ciudad junto con cerca de 400 asiáticos.

### Tras la batalla
Limahon se dirigió a Parañaque, que saqueó, mientras Salcedo reconstruía el fuerte de Manila y se preparaba para un posible tercer ataque. Sucedió una confusión cuando se avistaron antorchas y movimientos en la playa, pero estos resultaron ser lugareños desvalijando los cadáveres de piratas, y poco después tuvieron noticia de que Limahon había salido a mar abierto hacia el norte. Por ello, Lavezaris aprovechó para emprender reparaciones y llamar a refuerzos de las islas de Panay, Camarines y Cebú, a los que se les encomendó también solventar los disturbios de Tondó y Mindoro. Salcedo se ocupó personalmente de convencer al caudillo Lakandula de deponer las armas, liberando a religiosos a los que se había torturado.
El caudillo Galo fue recompensado con el título de don por las autoridades españolas, dando nombre al barrio de Don Galo, que aún existe en la región metropolitana de Gran Manila.

## Persecución a Pangasinán
La flota de Limahon fue descubierta en el río Agno de Pangasinán, adonde Saavedra se había dirigido para advertir a Ilocos de la presencia del pirata. El señor de la guerra había instalado su asentamiento en una isla del río, esparciendo propaganda sobre una supuesta victoria sobre los españoles y prometiendo falsamente a los nativos un gobierno sin tributos y tratos comerciales con China, y esperaba desatar una rebelión en las islas circundantes. Saavedra fue traicionado por los locales, pero consiguió huir por un brazo de mar difícil y volver con las noticias. Tres meses después, en marzo de 1575, Lavezaris emprendió la esperada expedición para expulsar a Limahon de Pangasián con todas las fuerzas posibles. Contaba ya con una flota de 60 barcos, tripulados por 250 soldados, 400 marineros y 1700 aliados indígenas, entre los que se contaban algunos guías lugareños descontentos con Limahon.

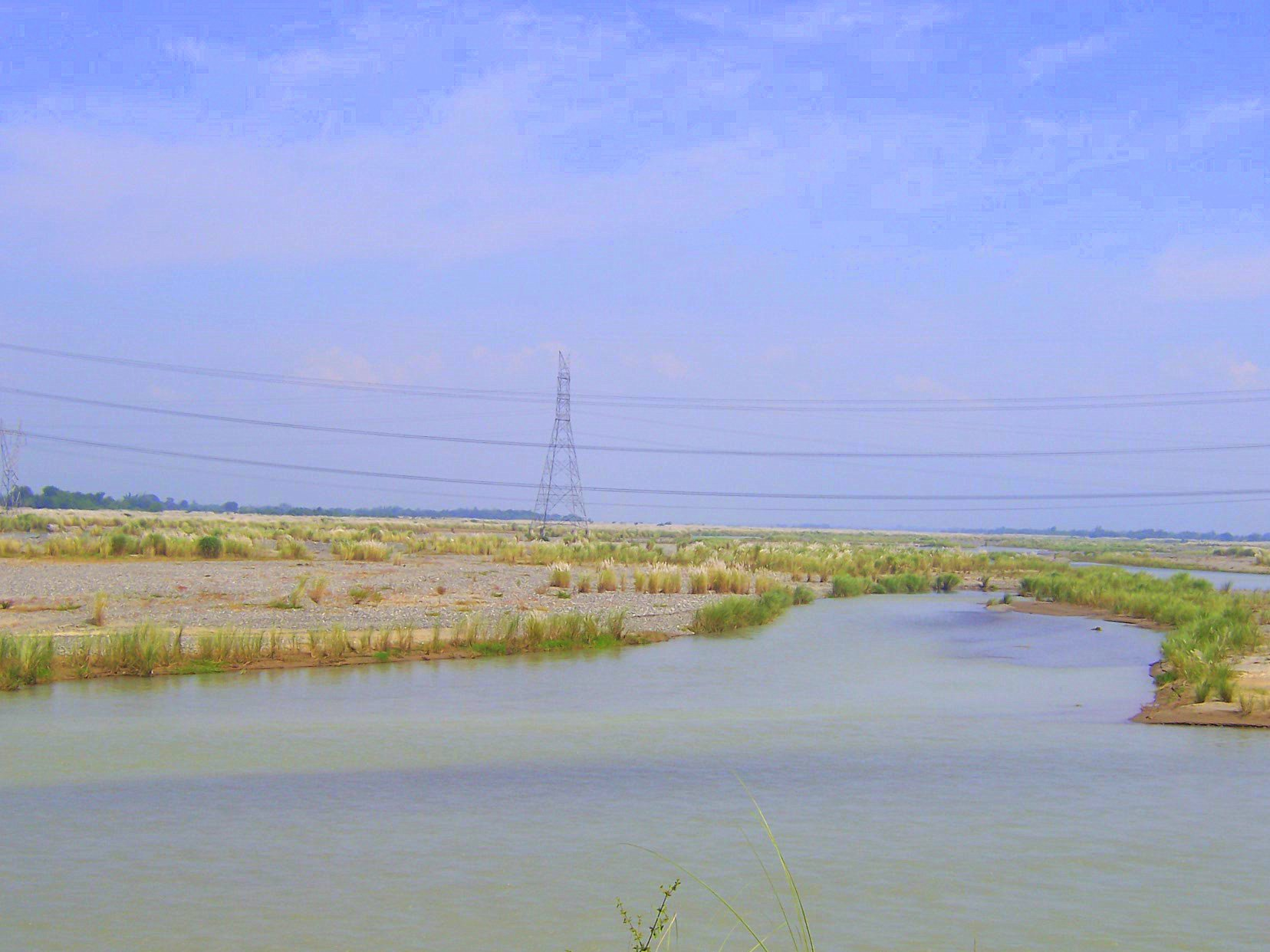
Río Agno.

Habiendo averiguado que Limahon contaba con 2000 combatientes en la región, Salcedo mandó obturar el río con buques encadenados y fortificó la costa, y tras los primeros contactos envió a los capitanes Chacón, Pedro de Chaves y Gabriel de Rivera a capturar los barcos chinos varados, haciéndose con unos y quemando los demás para dejarlos sin escapatoria. El contingente llegó accidentalmente a entablar combate hasta el mismo asentamiento, pero Limahon pudo hacerse fuerte en el fortín cuando los aliados indígenas y algunos españoles rompieron filas para centrarse en saquear y raptar a mujeres chinas. Reanudada la disciplina, el asalto continuó pese a la inferioridad numérica, terminando con un estrecho sitio sobre el recinto.
El asedio se prolongó durante cuatro largos meses, esperando vencer a los sitiados por hambre. Tras una infructuosa negociación con el navegante chino Pesung Aumón, que había llegado para ofrecer a Limahon convertirse en corsario del emperador Wanli o ser aniquilado por la flota china, el pirata consiguió una noche salir con embarcaciones improvisadas por un canal excavado en secreto, dejando tras de sí a heridos sacrificados. Un último contacto se produjo en el cabo Bojeador de Luzón, donde Limahon fue sorprendido por una tormenta antes de huir indemne.

## Resultado
El término del conflicto con Limahon trajo las primeras relaciones políticas con la corte de China. Aumon pidió a Lavezaris rescatar a los cautivos chinos, ya que entre ellos había mujeres nobles de su país, y el español se los concedió gratis, aceptando como agradecimiento llevar una embajada española al emperador. Dirigida por los religiosos Martín de Rada y Jerónimo Martín, y asistida por el mercader chino Sinsay, la embajada llegó a Fujian con indicaciones de procurar relaciones comerciales, siendo seguida por varias del mismo uso. Las relaciones diplomáticas, no obstante, se enfriarían no mucho después a causa de la gestión deficiente del nuevo gobernador, Francisco de Sande. A pesar de ello, la presencia de mercaderes chinos en Manila no haría sino crecer los próximos años, asegurando densas relaciones comerciales entre la China Ming y la Monarquía Hispánica.
Por su parte, el fugado Limahon sería derrotado en Palauan por la armada china, dirigida por el virrey Wang Wanggao de Fujian, y huiría en un solo barco, ofreciendo sus servicios en Siam y la India antes de desaparecer de las fuentes.